# Flutender Schwaden
Der Flutende Schwaden (Glyceria fluitans) ist eine Pflanzenart aus der Familie der Süßgräser (Poaceae). Weitere Trivialnamen sind Manna-Schwaden, Entengras und Grütz-Schwaden. Er ist in Europa verbreitet.

## Beschreibung

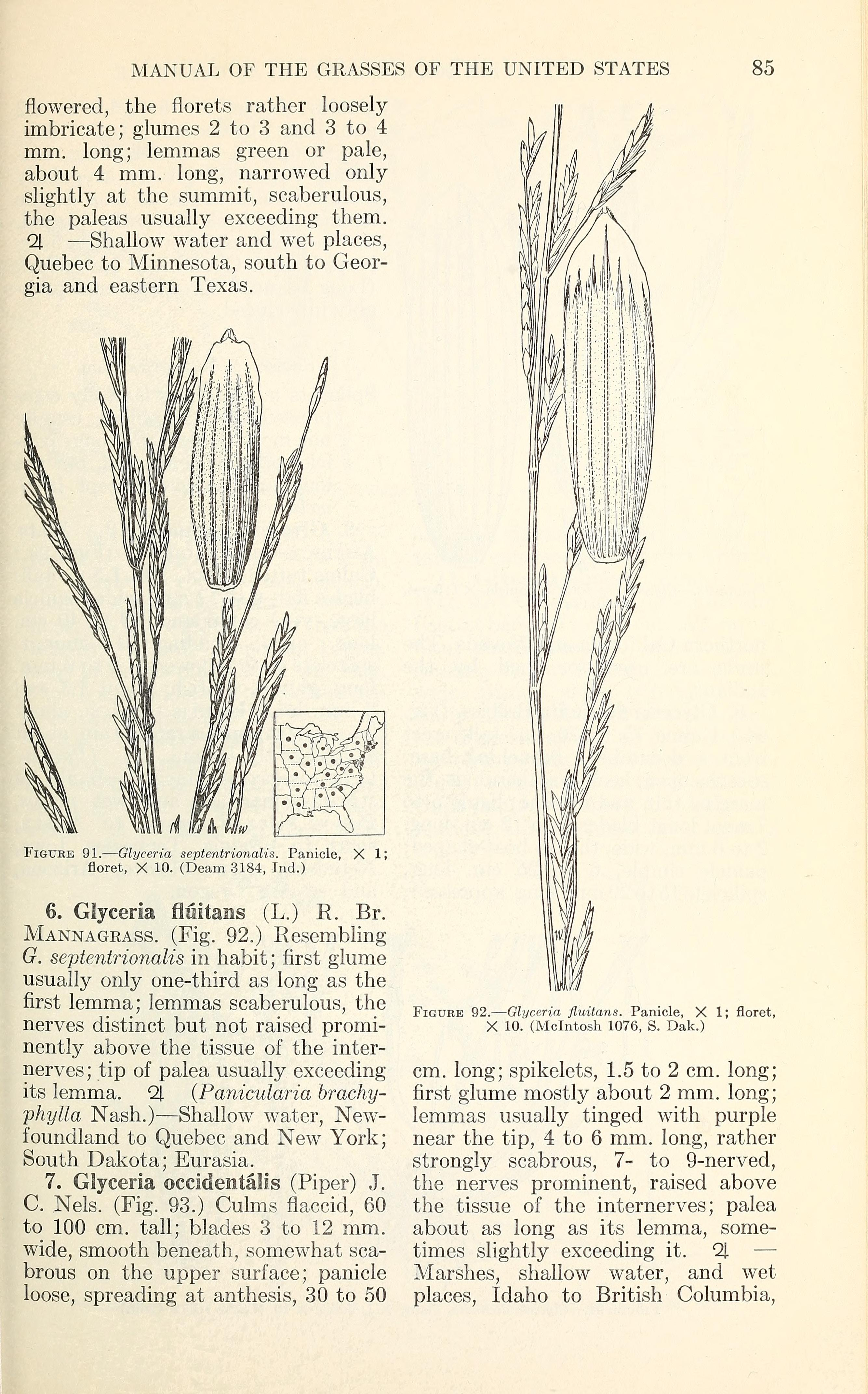
Illustration des Flutenden Schwadens, Abbildung rechts

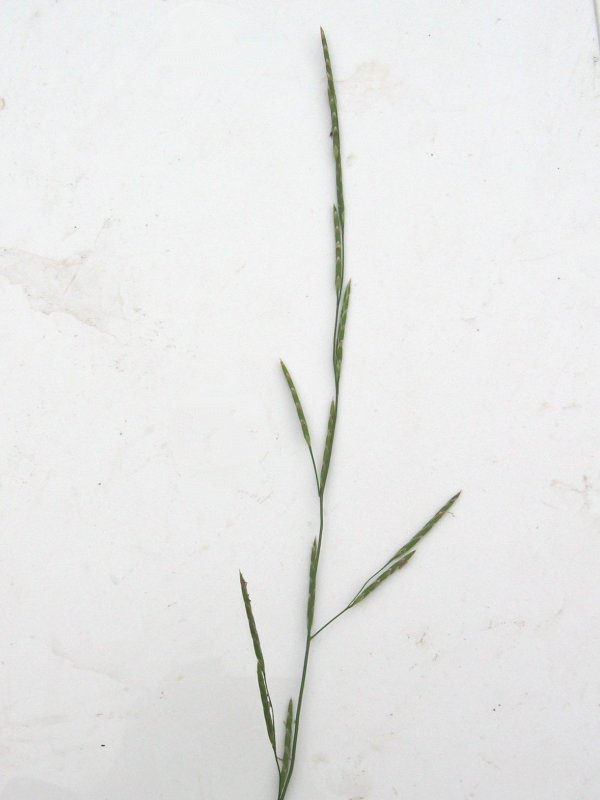
Blütenstand

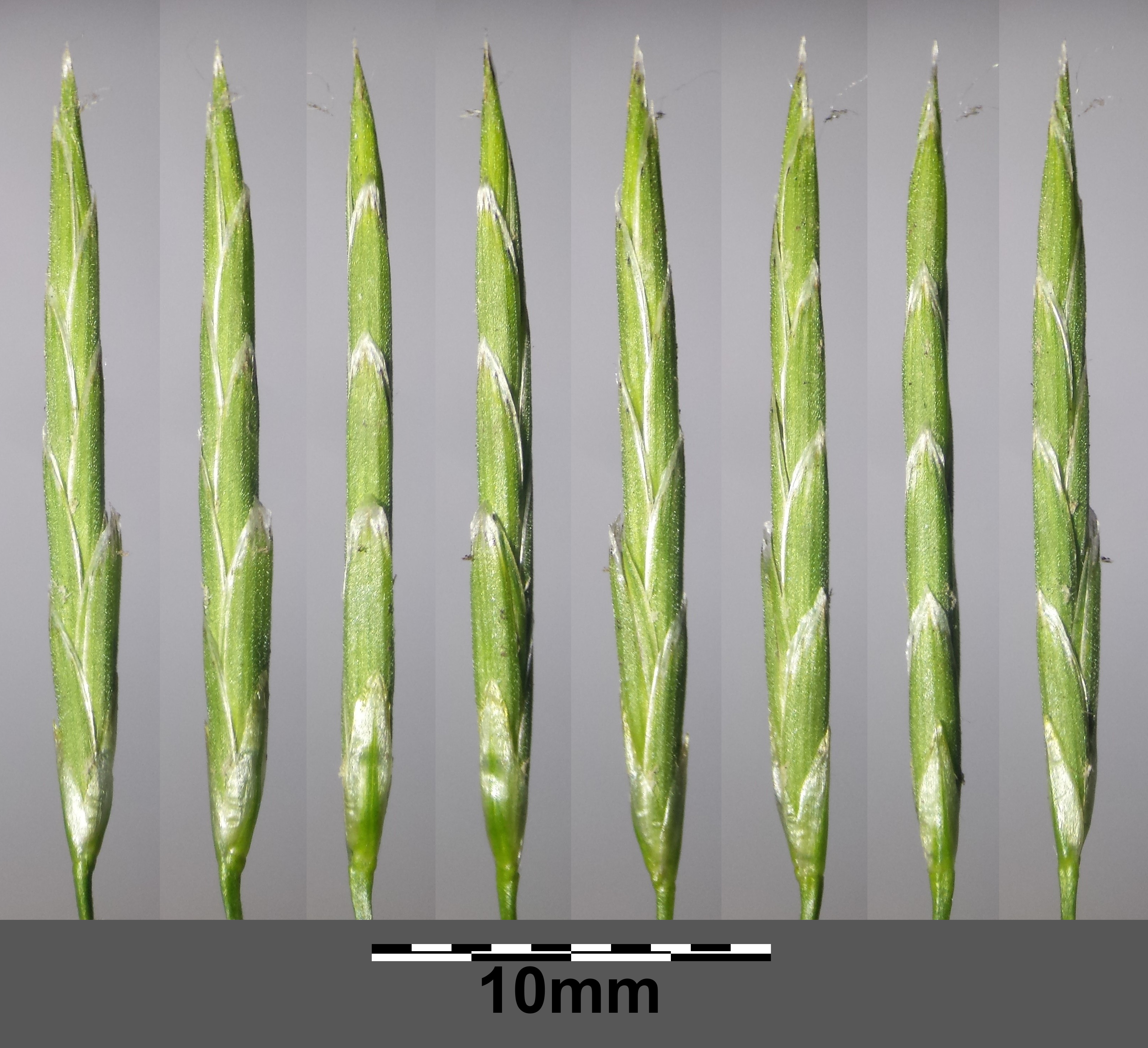
Ährchen

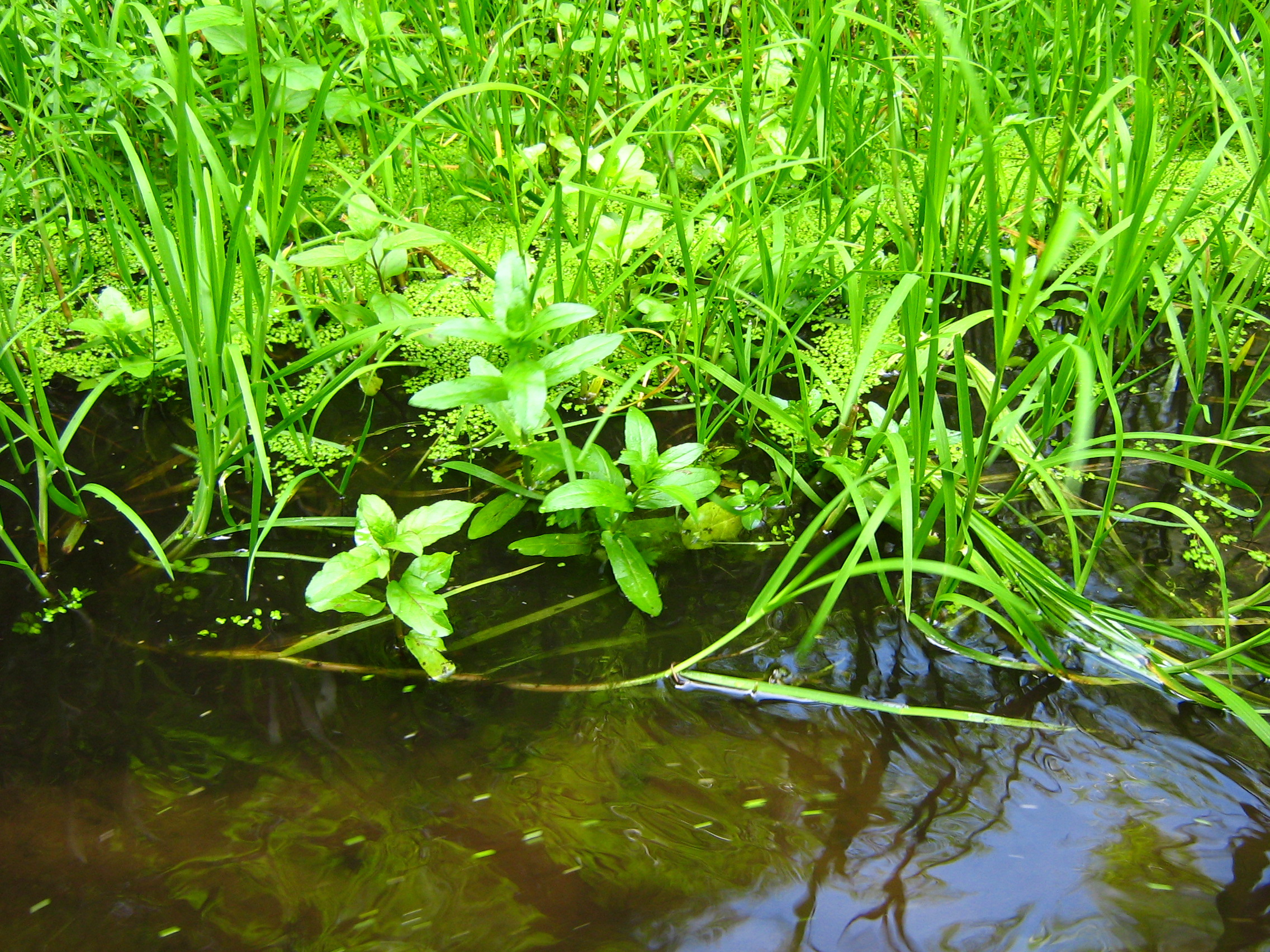
Flutender Schwaden am Standort

### Vegetative Merkmale
Der Flutende Schwaden ist ausdauernd und erreicht Wuchshöhen von 30 bis 100, selten bis 150 Zentimeter. Er bildet lockere Horste, im flachen Wasser allerdings Rasen, die Ausläufer sind lang und unterirdisch. Die Erneuerungstriebe wachsen außerhalb der untersten Blattscheiden empor. Die häufig niederliegenden oder bogig aufsteigenden, glatten, kahlen und abgeflachten Halme können an den unteren Knoten (Nodien) bewurzelt sein.
Die Laubblätter sind wechselständig. Die glatten, kahlen Blattscheiden sind bis oben geschlossen und seitlich zusammengedrückt. Das Blatthäutchen (Ligula) ist ein häutiger Saum von 5 bis 15 mm Länge und damit länger als die Laubblätter breit sind. Die grünen bis selten grau-grünen, kahlen Blattspreiten sind oberseits gerippt, 8 bis 24 Zentimeter lang, 3 bis 10 Millimeter breit und an den Rändern rau.

### Generative Merkmale
Der rispige Blütenstand ist 10 bis 30 (selten bis 50) cm lang, meist einseitswendig und leicht nickend. Die Seitenäste gehen zu ein oder zwei, selten bis zu vier von der Hauptachse ab, sind ungleich lang und tragen jeweils ein bis vier Ährchen; sie sind oft zusammengezogen und nur zur Blütezeit ausgebreitet. Die hellgrünen, mehr oder weniger einseitswendigen Ährchen enthalten 8 bis 16 Blüten, sind 12 bis 32 mm lang, 2 bis 3,5 mm breit und auf dem Rücken gerundet. Es sind keine Grannen vorhanden. Zur Reife fallen die Blüten einzeln aus den stehenbleibenden Hüllspelzen. Die untereinander ungleichen Hüllspelzen sind kürzer als die Ährchen. Beide Hüllspelzen sind ein- bis dreinervig länglich elliptisch, zarthäutig und kahl. Die untere Hüllspelze ist 2 bis 3 mm lang, die obere 3 bis 5 mm. Die Deckspelzen sind siebennervig mit gleich stark hervortretenden Nerven, 6 bis 7,5 mm lang, von länglich elliptischer, spitzer Form, rau, häutig und oben weißlich-durchsichtig. Die Vorspelze ist zweinervig, 6 bis 7,5 mm lang, länglich-lanzettlich, am oberen Ende eingekerbt, die kurzen Zähne erreichen den oberen Rand der Deckspelze oder überragen diesen. Die oft violetten oder manchmal gelblich-violetten Staubbeutel sind 2 bis 3 mm lang. Die Blütezeit reicht von Mai bis August, selten bis September.
Die Karyopse besitzt bei einer Länge von 2 bis 3 mm einen länglich elliptischen Umriss.
Die Chromosomenzahl beträgt 2n = 40.

## Ökologie
Beim Flutenden Schwaden handelt es sich um einen Hydrophyt und Hemikryptophyt. Seine vegetative Vermehrung erfolgt durch weit kriechende Rhizome und durch die sich bewurzelnden niederliegenden Stängel. Der Flutende Schwaden bildet gegebenenfalls in Strömungsrichtung flutende Schwimmblätter aus.

## Vorkommen
Der Flutende Schwaden ist in ganz Europa, besonders im Westen des Kontinents weitverbreitet. Er kommt in Europa in allen Ländern vor außer in Nordmazedonien. Sein Verbreitungsgebiet reicht von Europa bis Turkmenistan und umfasst auch Marokko. In Nordamerika wurde der Flutende Schwaden eingeschleppt.
In Mitteleuropa ist der Flutende Schwaden verbreitet und kommt von der Ebene bis in Gebirgslagen vor. Im Schwarzwald steigt er bis in Höhenlagen von 1420 Meter. In den Allgäuer Alpen steigt er im Tiroler Teil bei der Bergbahnstation nahe dem Hahnenkamm bis zu 1730 m Meereshöhe auf. In den Alpen erreicht er bei Stubai 2040 Meter und in Südtirol unter der Zallinger Schwaig 2050 Meter.
Er wächst in Bachröhrichten, in stehenden oder langsam fließenden, flachen Gewässern, schlammigen Gräben, an Quellen, Teichen, Tümpeln, auf Flachmooren, auf nassen Wiesen, in Auwäldern und Waldsümpfen. Er kommt besonders auf kühlen, sickernassen oder flach überfluteten, eher kalkarmen, neutralen bis sauren Böden vor, die oft anmoorig sind, wasserundurchlässig, aber im Sommer austrocknend. Der Flutende Schwaden ist eine Licht- bis Halbschattenpflanze und eine Zeigerpflanze für Nässe und sauerstoffarmen Boden.
Die ökologischen Zeigerwerte nach Landolt et al. 2010 sind in der Schweiz: Feuchtezahl F = 5fw+ (überschwemmt aber stark wechselnd), Lichtzahl L = 3 (halbschattig), Reaktionszahl R = 3 (schwach sauer bis neutral), Temperaturzahl T = 3+ (unter-montan und ober-kollin), Nährstoffzahl N = 4 (nährstoffreich), Kontinentalitätszahl K = 2 (subozeanisch), Salztoleranz = 1 (tolerant).
Im pflanzensoziologischen System ist der Flutende Schwaden eine Assoziationskennart des Flutschwaden-Röhrichts (Sparganio-Glycerietum fluitantis) und eine Verbandskennart der Niedrigwüchsigen Röhrichte (Glycerio-Sparganion). Er kommt auch in Gesellschaften der Quellfluren kalkarmer Standorte (Cadamino-Montion), der Schilf-Röhrichte (Phragmition australis) und in Nährstoffreichen Nasswiesen-Gesellschaften (Calthion) vor.

## Taxonomie und Systematik
Der Flutende Schwaden wurde 1753 von Carl von Linné in Species Plantarum, Tomus 1, S. 75 als Festuca fluitans erstbeschrieben. Die Art wurde 1810 von Robert Brown in Prodromus Florae Novae Hollandiae et Insulae van-Diemen S. 179 als Glyceria fluitans (L.) R.Br. in die Gattung Glyceria gestellt. Synonyme für Glyceria fluitans (L.) R.Br. sind Festuca fluitans L., Poa fluitans (L.) Scop. und Molinia fluitans (L.) Hartm.
Mit Glyceria notata bildet Glyceria fluitans die Hybride Glyceria × pedicellata F.Towns., die in Europa weit verbreitet ist.

## Bedeutung
Die Früchte wurden früher, etwa in Brandenburg und Polen, gesammelt und zur „Schwadengrütze“ oder „Frankfurter Grütze“ verarbeitet, die mit Milch oder Butter hergestellt wurde. Sie dienen auch als Fisch- und Geflügelfutter.
Der Flutende Schwaden ist ein mäßig ertragreiches Gras. Er liefert recht gutes, wenig verholzendes Futter, das gerne gefressen wird. Er ist begrenzt weidefest, seine Standorte sind jedoch oft Brutstätten der Leberegel. Die enthaltenen cyanogenen Glykoside werden beim Silieren unschädlich.
In Abzugsgräben kann der Flutende Schwaden durch Verwachsung zu einem lästigen „Unkraut“ werden.

## Belege
Neben den in den Einzelnachweisen aufgeführten Quellen beruht der Artikel auf folgenden Unterlagen:
- Hans Joachim Conert: Pareys Gräserbuch. Die Gräser Deutschlands erkennen und bestimmen. Parey, Berlin 2000, ISBN 3-8263-3327-6, S. 84.